# Luck
Luck es una serie dramática de televisión estadounidense en nueve episodios de 50 minutos, creada por David Milch (Deadwood, John from Cincinnati), transmitida entre el 11 de diciembre de 2011 y el 25 de marzo de 2012 en HBO.
Michael Mann dirigió el primer episodio además de ser el productor ejecutivo de la serie.

## Sinopsis
Una mirada provocante sobre el mundo de las carreras de caballos a través de varios protagonistas (apostadores, jinetes, organizadores).

## Elenco

### Actores principales
- Dustin Hoffman : Chester «Ace» Bernstein
- Dennis Farina : Gus Demitriou
- John Ortiz : Turo Escalante
- Richard Kind : Joey Rathburn
- Kevin Dunn : Marcus Becker
- Ian Hart : Lonnie McHinery
- Ritchie Coster : Renzo Calagari
- Jason Gedrick : Jerry Boyle
- Kerry Condon : Rosie Shanahan
- Gary Stevens : Ronnie Jenkins
- Tom Payne : Leon Micheaux
- Jill Hennessy : Jo Carter
- Nick Nolte : Walter Smith, el hombre viejo

### Actores secundarios
- Joan Allen (6 episodios)
- Alan Rosenberg (6 episodios)
- Michael Gambon (5 episodios)
- Ted Levine (5 episodios)
- Chantal Sutherland (5 episodios)
- Shauna Stoddart (5 episodios)
- Patrick J. Adams (4 episodios)
- Barry Shabaka Henley (4 episodios)
- Dennis Run (4 episodios)
- Weronika Rosati (4 episodios)
- Jeffrey Woody Copland (4 episodios)
- Walter Cox (4 episodios)
- Spencer Garrett : Maurice (3 episodios)
- Peter Appel : Kagle (3 episodios)
- W. Earl Brown : Mulligan (2 episodios)
- Shaun Toub : Dr Khan (2 episodios)
- Adam J. Harrington : Dennis Bowman (2 episodios)
- Elizabeth Keener : Lynn (1 episodio)
- Mercedes Ruehl : madre de Renzo (episodio 9)